# Sulfato de etila
Sulfato de etila (nome IUPAC: hidrogenossulfato de etila), também conhecido como ácido sulfovínico, é um composto orgânico usado como um intermediário na produção de etanol do etileno. É o monoéster etílico do ácido sulfúrico.

## História
Este composto foi proposto por Alexander William Williamson como um intermediário na síntese do éter etílico a partir do etanol, usando ácido sulfúrico como catalisador. De acordo com Williamson, as reações que ocorrem são, em sua notação:
{\displaystyle {\frac {{\begin{matrix}H\\H\end{matrix}}SO^{4}}{{\begin{matrix}C^{2}H^{5}\\H\end{matrix}}O}}={\frac {{\begin{matrix}H\\C^{2}H^{5}\end{matrix}}SO^{4}}{{\begin{matrix}H\\H\end{matrix}}O}}\,}
Seguido de:
{\displaystyle {\frac {{\begin{matrix}H\\C^{2}H^{5}\end{matrix}}SO^{4}}{{\begin{matrix}H\\C^{2}H^{5}\end{matrix}}O}}={\frac {{\begin{matrix}H\\H\end{matrix}}SO^{4}}{{\begin{matrix}C^{2}H^{5}\\C^{2}H^{5}\end{matrix}}O}}\,}